# Sobralia intermedia
Sobralia intermedia är en orkidéart som beskrevs av Paul Hamilton Allen. Sobralia intermedia ingår i släktet Sobralia och familjen orkidéer.
Artens utbredningsområde är Panamá. Inga underarter finns listade i Catalogue of Life.